# Mannen med filmkameran
Mannen med filmkameran (ryska: Человек с киноаппаратом, Tjelovek s kinoapparatom) är en experimentell film från 1929 av Dziga Vertov, som producerades i Sovjetunionen av den ukrainska filmstudion VUFKU. Den hade premiär i Kiev den 8 januari 1929.

## Filmens innehåll
Filmen beskriver stadslivet i Odessa och andra städer i Sovjetunionen, i arbete och fritid och i samspel med det moderna livets maskineri. I den mån man kan tala om en huvudperson i filmen, är det kameramannen i öppningsscenen och det moderna Sovjet som han upptäcker och presenterar i filmen. 
Filmen är känd för en rad filmtekniker som Vertov introducerar och utvecklar; dubbelexponeringar, fast motion och slow motion (snabb respektive långsam uppspelning), frusna bildrutor, snabba klipp, tvådelad bild, sneda kameravinklar, extrema närbilder, kameraåkningar, baklänges uppspelning och animationer. Filmens avantgardistiska stil understryker att en filmkamera, och filmmediet, kan göra vad som helst, ta sig var som helst. Allt är möjligt. Detta var naturligtvis även en spegling av Vertovs entusiasm för den unga statsbildningen Sovjetunionen.

## Förklaring av Vertov
I samband med den officiella premiären av Mannen med filmkameran lade Vertov till en förklaring i början av filmen, som löd:
"Filmen Mannen med filmkameran är 

ETT EXPERIMENT I DEN CINEMATOGRAFISKA ÖVERFÖRINGEN

av visuella fenomen

UTAN HJÄLP AV TEXTSKYLTAR

(en film utan textskyltar)

UTAN HJÄLP AV MANUS

(en film utan manus)

UTAN HJÄLP AV TEATERN

(en film utan skådespelare, kulisser, etc.)

Detta nya experiment av  Kino-Pravda strävar mot skapandet av ett autentiskt internationellt absolut filmspråk– ABSOLUT KINOGRAFI – baserat på en fullständig separation från teaterns och litteraturens språk."